# 1월 0일
1월 0일은 천체력에서 1월 1일 앞에 오는 날짜를 가리킨다. 천문학에서 역기점으로 사용되는 날짜이며, 실질적으로는 전년의 12월 31일을 의미한다. 2000년 1월 0일은 1999년 12월 31일이 된다. 역기점으로 쉽게 사용하기 위해서는 숫자 0이 편하다. 1900년 1월 0일의 표현은 서기 1900년을 역기점으로 하는 역표시를 만들 때 사용되었다. 또한 사이먼 뉴컴의 Tables of the Sun에도 이용되고 있었다. 또한, 마이크로소프트 엑셀은 1900년 날짜 양식에서 January 0, 1900이라는 날짜를 사용한다.